# Anna d’Este

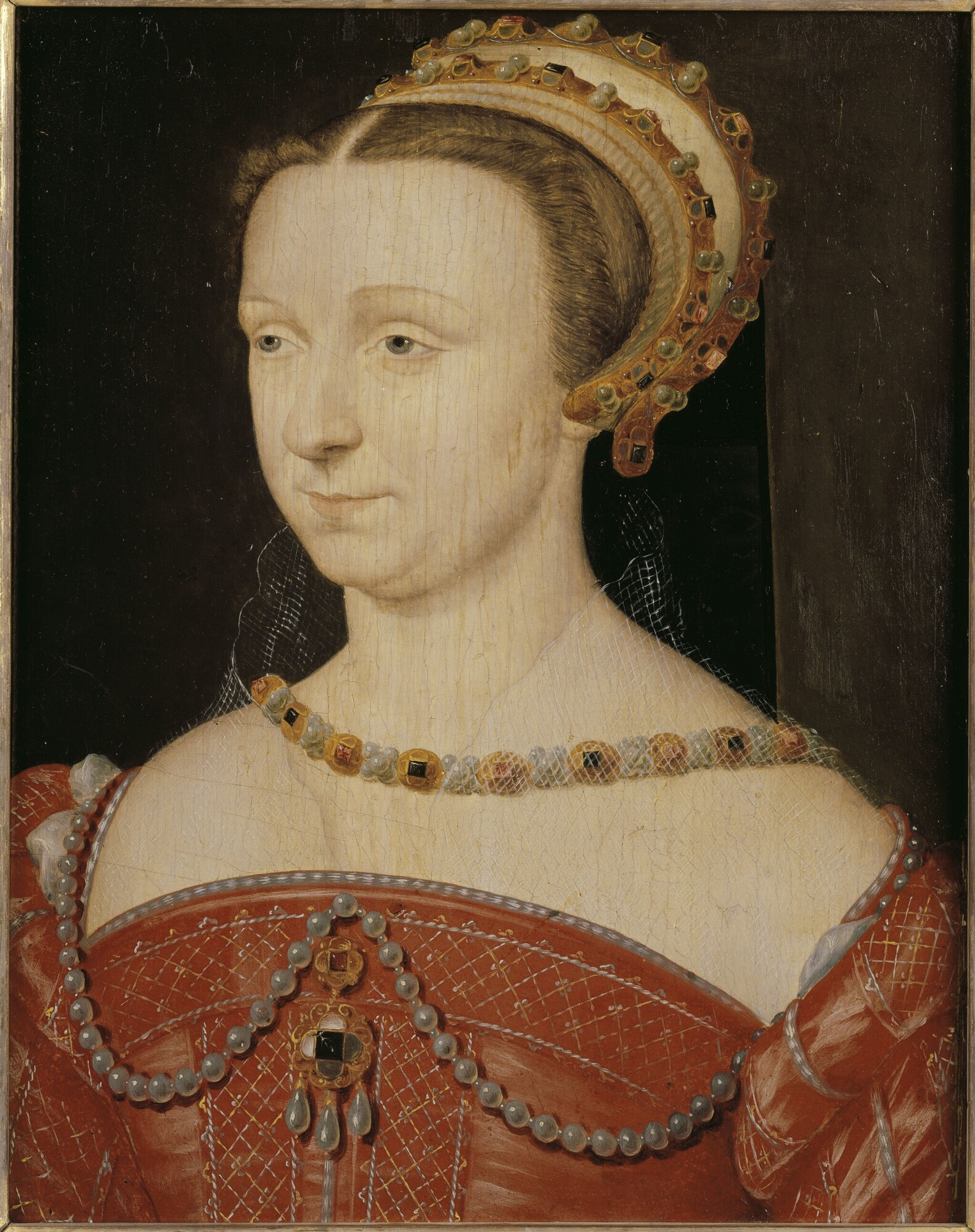
Porträt der Anna d’Este eines unbekannten Künstlers, zweite Hälfte 16. Jhd., Öl auf Holz, Maße: 32 × 23 cm. Versailles, Musée du Château, Inventar-Nr. MV 3212.

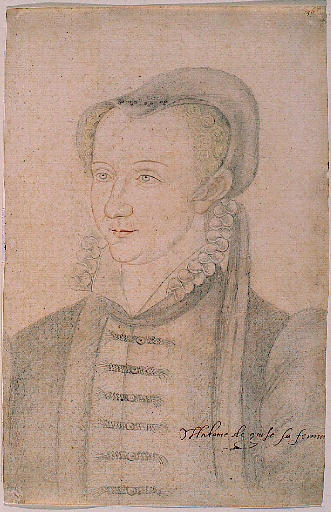
Porträt der Anna d’Este eines unbekannten Künstlers, zweite Hälfte 16. Jhd., Kreide auf Papier, Maße: 34,6 × 22,2 cm. Fécamp, Musée des arts et de l’enfance, Inventar-Nr. FEC 17.

Anna d’Este (auch Anne d’Este; * 16. November 1531 in Ferrara; † 17. Mai 1607 in Paris) war eine italienische Fürstin mit beträchtlichem Einfluss am Hof von Frankreich und eine zentrale Figur der französischen Religionskriege. In erster Ehe war sie Herzogin von Aumale, dann von Guise; in zweiter Ehe Herzogin von Nemours und Genevois.

## Leben
Anna d’Este war die älteste Tochter des vorletzten Herzogs von Ferrara, Ercole II. d’Este, und der Renée de France. Die Prinzessin wuchs in Ferrara auf, wo sie an der Seite von Olympia Fulvia Morata eine exzellente Erziehung genoss. Nach langen und schwierigen Verhandlungen wurde 1548 ihre Heirat mit dem französischen Fürsten François de Lorraine, Herzog von Aumale, Sohn des Herzogs von Guise, arrangiert. Der Vertrag wurde am 28. September in Ferrara unterzeichnet, die Hochzeit fand am 16. Dezember im Schloss von Saint-Germain-en-Laye nahe Paris statt. Die Prinzessin sollte nie nach Italien zurückkehren.
Über ihre Mutter war Anna d’Este eine Enkelin des französischen Königs Ludwig XII. und daher mit Heinrich II. und seinen Söhnen verwandt, durch ihre Heirat war sie zu einem Mitglied der mächtigen Familie der Guise geworden, und ihre italienische Herkunft verband sie in besonderer Weise mit der Königin und späteren Königin-Mutter Katharina von Medici. Ihre Stellung bei Hofe war somit von Anfang an herausragend. Nach dem Tod ihres Schwiegervaters 1550 Herzogin von Guise, verwaltete sie gemeinsam mit der Schwiegermutter, Antoinette de Bourbon, den Familienbesitz und das Vermögen der Guise. Gleichzeitig war sie als Vermittlerin zwischen den Höfen von Frankreich und von Ferrara tätig und setzte sich für die Belange des Vaters ein. Sie brachte sieben Kinder zur Welt, von denen vier das Erwachsenenalter erreichten.
Bei den Verhandlungen, die zum Frieden von Cateau-Cambrésis führen sollten und der aus zwei zeitlich getrennten Verträgen bestand, war Anna d’Este anwesend. 
Im Februar 1563 fiel François de Lorraine einem Attentat zum Opfer. Während der Mörder sofort ergriffen und hingerichtet worden war, setzte Anna d’Este alles daran, den in ihren Augen als Auftraggeber verantwortlichen Anführer der französischen Hugenotten, Gaspard de Coligny, juristisch zu verfolgen. Drei Jahre lang bedrängte die Witwe den König und seine Gerichte mit ihren Forderungen, doch im Januar 1566 erklärte der königliche Rat Coligny für unschuldig und gebot ewiges Schweigen in dieser Angelegenheit. Hinter dem Schuss, der am Vormittag des 22. August 1572 die Brust Colignys nur zufällig verfehlte und der Auslöser für die Morde der Bartholomäusnacht werden sollte, wurde folglich von den Zeitgenossen als Auftraggeberin die Witwe des Herzogs von Guise gesehen. Die Frage, welche Rolle Anna d’Este in der Bartholomäusnacht tatsächlich spielte, ist anhand der Quellen jedoch nicht zu beantworten.
Am 5. Mai 1566 verband sich Anna d’Este in zweiter Ehe mit Jacques de Savoie-Nemours, Herzog von Genevois. Fortan verbrachte die Fürstin einen großen Teil ihrer Zeit in Annecy oder auf Reisen zwischen ihrem Savoyer Herzogtum Genevois und dem französischen Hof. In politisch schwierigen Zeiten betätigte sie sich als Vermittlerin zwischen ihrem Gatten und dem Herzog von Savoyen, während sie gleichzeitig am Hof von Frankreich ihre Stellung wahrte, ihren Klienten ein Auskommen sicherte und bei zeremoniellen Ereignissen an prominenter Stelle auftrat. Gleichzeitig setzte sie sich für die Karrieren ihrer beiden Söhne aus zweiter Ehe ein.
Seit dem Tod ihres zweiten Gemahls 1585 lebte Anna d’Este hauptsächlich in Paris, in ihrem Hôtel de Nemours, das sich links der Seine in der heutigen Rue Séguier befand. Mit der Gründung der katholischen Liga, in der ihre Söhne eine wichtige Rolle spielten, stieg die Bedeutung der Herzogin für das politische Geschehen in Frankreich beträchtlich. Zu Weihnachten 1588 ließ Heinrich III. ihre beiden ältesten Söhne im Schloss von Blois ermorden, Anna d’Este selbst wurde inhaftiert. Zwar schweigen die meisten Quellen über die Taten der Herzogin in der Zeit nach ihrer Freilassung, doch sahen einige der Zeitgenossen in ihr die Auftraggeberin für den Mord am König. In der von Heinrich IV. belagerten Hauptstadt war Anna d’Este, von der Liga zur „Königin-Mutter“ stilisiert, eine der Hauptfiguren. Nach der Konversion Heinrichs IV. zum Katholizismus erkannte sie den Bourbonen aber als König an und bemühte sich, auch ihre rebellischen Söhne zu diesem Schritt zu bewegen.
Ihre letzten Lebensjahre verbrachte Anna d’Este zwar in der hoch geachteten Stellung der „superintendante de la maison“ der Königin Maria von Medici, aber in zunehmender Verschuldung und ständiger Sorge um die finanzielle Situation ihrer Söhne und Enkel. Als sie am 17. Mai 1607 starb, betrug der Wert ihrer beweglichen Hinterlassenschaft nur wenig mehr als 4000 Livres. Nachdem die Eingeweide und das Herz der Verstorbenen in Paris und Joinville, in der Familiengruft der Guise, beerdigt worden waren, wurde ihr Körper einbalsamiert und nach Annecy gebracht, wo man ihn neben ihrem zweiten Gemahl beisetzte. Keines der Gräber ist heute erhalten.

## Bedeutung
Anna d’Este stellt in vielerlei Hinsicht ein typisches Beispiel für ein weibliches Mitglied der Hocharistokratie in der zweiten Hälfte des 16. Jahrhunderts dar. Wie die meisten ihrer Standesgenossinnen verwaltete sie einen großen Landbesitz, sie arrangierte die Heiraten und Karrieren ihrer Kinder und Enkelkinder, engagierte sich für ihre Klienten bei Hofe, und sie tauschte zahlreiche Briefe mit den Angehörigen des europäischen Adels. Von großer Bedeutung für ihre Handlungsmöglichkeiten waren die Netzwerke, in denen Anna d’Este sich bewegte, vor allem die Beziehungen zur Mutter und Schwiegermutter, zu den Königinnen, der Königin-Mutter und den großen Fürstinnen des Königreiches.
Auch in den Wirren der konfessionellen Auseinandersetzungen unterscheidet sich der Lebensweg der Anna d’Este kaum von denen anderer Fürstinnen. Die Mutter war bekennende Calvinistin, der Vater, die Ehemänner und Söhne mehr oder weniger radikale Katholiken. Zwar schwor sie dem katholischen Glauben nicht ab, doch äußerte sich Anna d’Este auch nie zu ihrer „wahren“ Konfessionszugehörigkeit, und die Quellen überliefern sowohl ihre Beichtgänge als auch ihre Besuche der Predigt. Es ist daher anzunehmen, dass familiäre Bindungen und Netzwerke für die Prinzessin, wie für viele ihrer Zeitgenossen, ebenso schwer wogen wie konfessionelle Überzeugungen, und dass religiöse Praktiken häufig an die Bedürfnisse des Augenblicks angepasst wurden.
Auf der anderen Seite nahm Anna d’Este am Hof von Frankreich aber durchaus eine Sonderstellung ein, wie etwa die vielen von ihr angestrengten Prozesse zeigen. Zwar war das Führen von Gerichtsprozessen für den französischen Adel der Frühen Neuzeit selbst bei relativ nichtigen Anlässen üblich, doch waren es Anna d’Este und Renée de France, die dem König die Hälfte der Bretagne streitig machten. Sie beriefen sich dabei auf ihre Ansprüche als Tochter und Enkeltochter eines französischen Königs, und Anna d’Este ging hier wie auch in anderen Gerichtsprozessen mit derart großem juristischen Geschick vor, dass sie ihre Prozesse entweder gewann oder der König und seine Richter gezwungen waren, sich auf für die Prinzessin äußerst vorteilhafte Kompromisse einzulassen.

## Familie
Großeltern väterlicherseits:
- Alfonso I. d’Este, Herzog von Ferrara
- Lucrezia Borgia

Großeltern mütterlicherseits:
- Ludwig XII., König von Frankreich
- Anne de Bretagne

Eltern:
- Ercole II. d’Este, Herzog von Ferrara (1508–1559)
- Renée de France (1510–1574)

Geschwister:
- Alfonso II., Herzog von Ferrara (1533–1597)
- Lucrezia, Herzogin von Urbino (1535–1598)
- Leonora (1537–1581)
- Luigi, Kardinal von Este (1538–1586)

Kinder aus der Ehe mit François de Lorraine (1519–1563):
- Henri, Prinz von Joinville, dann Herzog von Guise (1550–1588); ⚭ Catherine de Clèves
- Catherine, Herzogin von Montpensier (1551–1596)
- Charles, Marquis, dann Herzog von Mayenne (1554–1611); ⚭ Henriette de Savoie-Villars
- Louis, Erzbischof von Reims, dann Kardinal von Guise (1555–1588)
- Antoine (1557–1560)
- François (1559–1573)
- Maximilien (1562–1567/68)

Kinder aus der Ehe mit Jacques de Savoie-Nemours (1531–1585):
- Charles-Emmanuel, Prinz von Genevois, dann Herzog von Nemours (1567–1595)
- Marguerite (1569–1572)
- Henri I., Marquis de Saint-Sorlin, dann Herzog von Nemours (1572–1632)